# Logania luca
Logania luca är en fjärilsart som beskrevs av De Nicéville 1895. Logania luca ingår i släktet Logania och familjen juvelvingar. Inga underarter finns listade i Catalogue of Life.